# Francine Ntoumi
Francine Ntoumi (* 1961 in Brazzaville) ist eine kongolesische Molekularbiologin mit dem Spezialgebiet Malaria.

## Biographie
France Ntoumi ist das älteste von sechs Kindern. Als einzige Tochter eines „sehr anspruchsvollen“ Vaters habe sie früh gelernt „zu konkurrieren“. Sie studierte an der Universität Pierre und Marie Curie in Paris. Mit 26 Jahren promovierte sie zur Genetik von Sichelzellen, und 2000 wurde sie habilitiert.
Von 1993 bis 1995 arbeitete Ntoumi als Postdoc in Parasitologie beim Institut Pasteur in Paris. Anschließend leitete sie bis 2000 eine Forschungsgruppe beim Centre International de Recherches Médicales de Franceville in Gabun, von 2000 bis 2005 eine Forschungsgruppe am Albert-Schweitzer-Hospital in Lambaréné/Gabun, einem Partnerinstitut des Instituts für Tropenmedizin Tübingen. Unter anderem war sie von 2007 bis 2010 als erste afrikanische Frau Koordinatorin der Multilateral Initiative on Malaria in Daressalam, Tansania. Sie ist Mitglied des African Advisory Committee on Health Research and Development der WHO (Stand 2020).
Seit 2008 ist Ntoumi Direktorin der Fondation Congolaise pour la Recherche Médicale sowie Professorin an der Université Marien Ngouabi in Brazzaville. Mit diesem Institut etablierte sie eine eigenständige afrikanische Malariaforschung und ist an der Entwicklung eines vielversprechenden Impfstoffes beteiligt. Ebenfalls forscht Ntoumi mit ihrer Arbeitsgruppe zu Tuberkulose und AIDS.
In einem Interview aus dem Jahr 2014 wies Francine Ntoumi darauf hin, dass der afrikanische Kontinent die höchste Krankheitslast der Welt trage, aber auch der Kontinent sei, der am wenigsten in Forschung, Entwicklung und Innovation investiere. Die aktuelle Forschung lebe daher hauptsächlich von Zuschüssen von Organisationen außerhalb Afrikas. Obwohl viele kongolesische Frauen oftmals bessere Noten als ihre männlichen Kommilitonen vorweisen könnten, seien Frauen in Afrika in der Forschung unterrepräsentiert. Sie selbst werde trotz ihrer 40-jährigen Erfahrung und ihren Auszeichnungen „oft als UFO betrachtet“.

## Ehrungen und Preise
Für ihre wissenschaftlichen Leistungen bei der Malaria-Bekämpfung und der Verbesserung der Forschungsbedingungen in Afrika wurde Francine Ntoumi 2012 mit dem African Union Kwame Nkrumah Regional Scientific Award als beste Wissenschaftlerin des Kontinents ausgezeichnet, 2015 mit dem Georg Forster-Forschungspreis der Alexander-von-Humboldt-Stiftung. 2016 erhielt sie den mit 500.000 Euro dotierten Christophe-Mérieux-Preis des Pariser Institut de France. 2022 erhielt sie das Bundesverdienstkreuz am Bande.